# Ogadenkrieg
Der Ogadenkrieg war ein Krieg zwischen Äthiopien und Somalia um die damalige Links-Orientierte Region Ogaden 1977–1978. Auslöser war der Versuch Somalias, die Kontrolle über das heute äthiopische Ogaden zu erlangen, das mehrheitlich von ethnischen Somali besiedelt ist und daher von somalischen Nationalisten als Teil eines Groß-Somalia beansprucht wird. Der Konflikt stand im Zeichen des Kalten Krieges; Äthiopien unter Mengistu wurde ab Juni im Jahre 1977 von der Sowjetunion unterstützt, woraufhin Somalia unter Siad Barre mit der Sowjetunion brach und von nun an US-amerikanische Unterstützung erhielt. Der Ogadenkrieg endete mit der Niederlage Somalias.

## Vorgeschichte
Auslöser des Krieges war der Wunsch der somalischen Regierung unter Siad Barre, das mehrheitlich von Somali besiedelte Ogaden in ein „Groß-Somalia“ einzugliedern. Allerdings hätte Barre die Invasion in Äthiopien wahrscheinlich nicht angeordnet, wenn sich die Umstände nicht zu seinen Gunsten entwickelt hätten. Äthiopien hatte die Region traditionell dominiert, und die Somalische Nationalarmee (SNA) war an Truppenstärke der äthiopischen Armee klar unterlegen. Während der 1970er Jahre hatte Somalia aber massive Militärhilfe aus der Sowjetunion erhalten, sodass die SNA schließlich über dreimal so viele Panzer wie Äthiopien und über eine größere Luftwaffe verfügte.
Während Somalia an militärischer Stärke gewonnen hatte, wurde Äthiopien aufgrund innenpolitischer Umstände geschwächt. 1974 hatte die Derg-Militärjunta den abessinischen Kaiser Haile Selassie gestürzt, sich aber bald in interne Machtkämpfe verstrickt, woraufhin es zu Unruhen kam. In verschiedenen Landesteilen waren Derg-feindliche und separatistische Kräfte aktiv. Das regionale Machtgleichgewicht hatte sich zugunsten Somalias verschoben.
Zu den bewaffneten Gruppierungen in Äthiopien gehörte die in Ogaden operierende Westsomalische Befreiungsfront (WSLF), die bis 1975 Angriffe auf zahlreiche Außenposten der Regierung verübt hatte. 1976/77 unterstützte Somalia die WSLF mit Waffenlieferungen und sonstiger Hilfe.
Die Ernennung von Mengistu Haile Mariam zum Vorsitzenden des Derg am 11. Februar 1977 markierte das Ende interner Streitigkeiten und die Wiederherstellung einer gewissen Ordnung in Äthiopien. Unruhen hielten jedoch in vielen Teilen des Landes an, und die Regierung ging hart gegen militärische und zivile Gegner vor. Die Sowjetunion entschied derweil, das neue marxistisch-leninistische Regime in Äthiopien zu unterstützen. Sie bot Mengistu Unterstützung an unter der Bedingung, dass Äthiopien seine bisherige Allianz mit den USA beendete. Mengistu nahm dieses Angebot gerne an, da die USA unter Jimmy Carter gerade wegen der Menschenrechtsverletzungen der Derg-Regierung die Militärhilfe gekürzt hatten, und ließ daraufhin die US-Militärmission und das US-Kommunikationszentrum schließen.
Im Juni 1977 beschuldigte Mengistu Somalia, SNA-Soldaten in äthiopisches Gebiet einzuschleusen, um an der Seite der WSLF zu kämpfen. Obwohl es deutliche Hinweise darauf gab, bestand Barre darauf, dass dies nicht der Fall sei und lediglich „Freiwilligen“ aus der SNA erlaubt werde, die WSLF zu unterstützen.

## Verlauf
Am 23. Juli 1977 begann Somalia die offene Invasion in Ogaden. Zu dieser Zeit betrug die gemeinsame Truppenstärke von WSLF und SNA etwa 50.000. Bis zum Monatsende hatte die SNA-WSLF 60 Prozent des Ogaden eingenommen, darunter die Stadt Gode am Shabelle (Shebeli). Die angreifenden Truppen hatten durch die verteidigenden äthiopischen Truppen in Jijiga und Dire Dawa bedeutende Verluste erlitten. Die äthiopische Luftwaffe begann auch, mithilfe ihrer Northrop F-5 die Luftüberlegenheit für sich zu gewinnen, obwohl ihr die somalischen MiG-21 zahlenmäßig überlegen waren.
Die UdSSR fand sich in der Lage wieder, dass sie beide Seiten in diesem Krieg unterstützte. Nachdem ihre Versuche, einen Waffenstillstand zu vermitteln, gescheitert waren, entschied sie sich für Äthiopien, stellte jede Unterstützung an Somalia ein und erhöhte dafür die Militärhilfe für Äthiopien massiv. Etwa 15.000–18.000 kubanische Soldaten wurden aus Angola nach Äthiopien verlegt und Nordkorea half bei der Ausbildung einer „Volksmiliz“. Auch die Demokratische Volksrepublik Jemen und die DDR wirkten bei dieser Militärhilfeoperation mit.
Am 17. Oktober 1977 landete die entführte Lufthansa-Maschine „Landshut“ in Mogadischu. Da sich die Sowjetunion inzwischen zunehmend auf die Seite der Äthiopier geschlagen hatte, sah Barre in der Flugzeugentführung die Chance, sich für den Krieg die Unterstützung des Westens zu sichern. Entsprechende Angebote erhielt Barre u. a. von Helmut Schmidt, Jimmy Carter und dem britischen Premier James Callaghan. Barre nahm die Angebote an und gestattete und unterstützte die erfolgreiche Befreiungsaktion der GSG 9 am 18. Oktober 1977.
Als im November 1977 die Ausmaße der kommunistischen Unterstützung für die Gegenseite bekannt wurden, kündigte Somalia den Freundschafts- und Kooperationsvertrag mit der UdSSR auf, brach die diplomatischen Beziehungen zu Kuba ab und wies alle Sowjetbürger aus dem Land. Nicht alle kommunistischen Staaten schlugen sich jedoch auf die Seite Äthiopiens. Infolge des chinesisch-sowjetischen Zerwürfnisses unterstützte die Volksrepublik China Somalia diplomatisch wie auch mit Militärhilfe. Auch Rumänien unter Nicolae Ceaușescu behielt gute Beziehungen zu Somalia bei.
Der größte Sieg für die SNA und WSLF war ein zweiter Angriff auf Jijiga Mitte September, in dessen Verlauf sich die demoralisierten äthiopischen Truppen aus der Stadt zurückzogen. Die verteidigenden Truppen konnten die angreifenden Somali nicht zurückhalten, sodass sich das äthiopische Militär über den strategisch wichtigen Marda-Pass zwischen Jijiga und Harar zurückziehen musste. Im September musste Äthiopien zugeben, dass es nur mehr ein Zehntel des Ogaden kontrollierte und seine Truppen in die westlichen, nicht von Somali bewohnten Randgebiete der Provinzen Harerge, Bale und Sidamo abgedrängt worden waren. Dennoch konnten die Somali ihre Vorteile nicht weiter ausbauen, da ihnen erhebliche Verluste an ihren Panzerbataillonen und ständige äthiopische Luftangriffe zu schaffen machten. Die einsetzende Regenzeit ließ die Wege unpassierbar werden. Zudem hatte Äthiopien es geschafft, eine Miliz mit etwa 100.000 Angehörigen aufzubauen und in die regulären Streitkräfte einzugliedern. Auch passte sich Äthiopien, das bislang Waffen aus US-amerikanischen Lieferungen benutzt hatte, an den Gebrauch der neuen sowjetischen Waffen an.
Von Oktober 1977 bis Januar 1978 versuchten die Somali, Harar einzunehmen, wo sich 40.000 Äthiopier, 1500 sowjetische Berater und 11.000 Kubaner festgesetzt hatten. Obwohl sie im November bis zum Rand der Stadt vorgedrungen waren, waren die somalischen Truppen zu erschöpft, um Harar einzunehmen, mussten sich zurückziehen und einen äthiopischen Gegenangriff abwarten.
Der erwartete äthiopisch-kubanische Angriff erfolgte Anfang Februar. Er war jedoch begleitet von einem zweiten Angriff, den die Somali nicht erwartet hatten. Äthiopische und kubanische Truppen waren durch das Hochland im Nordosten zwischen Harar und der somalischen Grenze marschiert und hatten auf diesem Weg die SNA-WSLF umgangen, die den Weg über den Marda-Pass überwachten. So konnten sie die Somali von zwei Seiten angreifen, in zwei Tagen Jijiga zurückerobern und dabei 3000 Gegner töten. Die somalische Verteidigung brach zusammen, und in den folgenden Wochen konnte Äthiopien alle größeren Orte wieder einnehmen. Als er erkannte, dass seine Position aussichtslos war, ordnete Siad Barre am 9. März 1978 den Rückzug der SNA an. Am 15. März verließ die letzte bedeutende somalische Einheit Äthiopien, was das Ende des Krieges markierte. Es wurde ein Waffenstillstand erklärt.

## Folgen
Auch nach dem Abzug der SNA setzte die WSLF ihren Aufstand fort. Im Mai 1980 kontrollierten die Rebellen, zusammen mit einigen SNA-Soldaten, die weiterhin auf ihrer Seite kämpften, einen bedeutenden Teil des Ogaden. Ab 1981 waren die Aktivitäten der Rebellen jedoch auf sporadische Angriffe beschränkt. Teile der früheren WSLF bildeten die bis heute bestehende Ogaden National Liberation Front.
Die somalische Armee hatte ein Drittel ihrer regulären Soldaten, drei Viertel ihrer Panzer und die Hälfte der Luftwaffe verloren. Der Ogadenkrieg hatte hohe Kosten für Somalia mit sich gebracht. Zudem kamen während und vor allem nach dem Krieg – auch aufgrund einer Dürre im Ogaden 1978 und der anhaltenden Auseinandersetzungen in dem Gebiet – 650.000 bis 1,5 Millionen Somali- und Oromo-Flüchtlinge aus äthiopischem Gebiet. Deren Versorgung und Integration stellte Somalia vor erhebliche Probleme. Siad Barre geriet aber auch in Verdacht, übertriebene Flüchtlingszahlen anzugeben, um mehr internationale Hilfe zu erhalten. Die Niederlage und die Folgen des Krieges führten zu wachsender Unzufriedenheit mit der Barre-Regierung.
Mit dem Sturz Barres und dem Beginn des Bürgerkrieges in Somalia 1991 endete die internationale Unterstützung für diese Ogaden-Flüchtlinge. Manche von ihnen verblieben bis heute (2008) in Somalia.
Dschibuti nahm etwa 45.000 Ogaden-Flüchtlinge auf, von denen bis 1984 15.000 repatriiert worden waren.
Die äthiopisch-somalischen Beziehungen blieben im nachfolgenden Jahrzehnt gespannt. Während Somalia in verringertem Ausmaß weiterhin ogadenische Separatisten unterstützte, förderte Äthiopien im Gegenzug Oppositionsgruppen wie SSDF und SNM, die mit bewaffnetem Widerstand gegen die somalische Regierung begannen. Erst 1988 wurde ein Friedensabkommen unterzeichnet, woraufhin die gegenseitige Unterstützung von Rebellenorganisationen eingestellt wurde.